# Bryostreimannia turgida
Bryostreimannia turgida är en bladmossart som beskrevs av Ryszard Ochyra 1991. Bryostreimannia turgida ingår i släktet Bryostreimannia och familjen Brachytheciaceae. Inga underarter finns listade i Catalogue of Life.